# 君士坦丁堡條約 (1724年)
君士坦丁堡條約或称作俄奥条约、瓜分波斯条约(Iran Mukasemenamesi)，是1724年俄羅斯帝國與奧斯曼帝國為波斯萨菲王朝問題簽署的條約。
當俄羅斯帝國與奧斯曼帝國雙方為佔據更多的波斯領土而即將戰爭時，法國作為中介進行干預，在1722至1723年的俄罗斯帝国与波斯战争中，俄罗斯帝国征服了波斯萨菲王朝北部的大片土地，北高加索、外高加索地区和萨菲王朝本土的北部领土被纳入俄罗斯帝国统治，而奥斯曼土耳其帝国已侵略并占领了萨菲王朝西部的所有领土、尤其是格鲁吉亚和亚美尼亚的大部分土地。兩國政府於簽署的條約在君士坦丁堡1724年6月12日簽署條約 。把高加索地區庫爾河與阿拉斯河以東地方給予俄羅斯（今伊朗的吉兰省、马赞德兰省、阿斯塔拉般德以及达吉斯坦）以西歸奧斯曼帝國。